# 半立方抛物线

不同a值的半立方抛物线

半立方抛物线（cuspidal cubic）是一個參數式如下的平面代數曲線
{\displaystyle x=t^{2}\,}
{\displaystyle y=at^{3}.\,}
其隱方程為
{\displaystyle y^{2}-a^{2}x^{3}=0,}
可以求得y得到以下的式子
{\displaystyle y=\pm ax^{3 \over 2}.}
此三次平面曲線在原點有一尖點。
若令u = at, X = a2x，且令Y = a3y，可得
{\displaystyle X=u^{2}}
{\displaystyle Y=u^{3}.}
這意味著，針對任意的實數a，此曲線都可以位似變換到a = 1的曲線，也就是說，不同的a只對應不同的單位長度。

## 性質
有一種特殊的半立方抛物线，是抛物线的渐屈线，其方程式為
{\displaystyle x={3 \over 4}(2y)^{2 \over 3}+{1 \over 2}.}
若將Tschirnhausen cubic catacaustic展開，可以證明也是半立方抛物线：
{\displaystyle x=3(t^{2}-3)=3t^{2}-9\,}
{\displaystyle y=t(t^{2}-3)=t^{3}-3t.\,}
半立方抛物线的另一個特性是其為等時曲線，也就是說一物體在其曲線上，因重力而往下移動，在相同的時間內會移動相同的距離。因此此曲線和等時降線有關，也是物體在不同的位置因重力同時往下移動，會在相同的時間到達最下方。此曲線也和最速降線問題有關，物體沿此軌跡，會從起點以最快速度到達終點。
半立方抛物线等時曲線的特性是由雅各布·伯努利為了回答戈特弗里德·莱布尼茨在1687年提出的一個挑戰，在1690年提出此曲線的特性。

## 外部連結
- 約翰·J·奧康納; 埃德蒙·F·羅伯遜, ,  （英语）